# 7054 Brehm
A 7054 Brehm (ideiglenes jelöléssel 1989 GL8) a Naprendszer kisbolygóövében található aszteroida. Börngen F. fedezte fel 1989. április 6-án.